# Mörttjärnen (Lits socken, Jämtland, 701616-146656)
Mörttjärnen är en sjö i Östersunds kommun i Jämtland och ingår i Indalsälvens huvudavrinningsområde.